# Josip Mihalović
Josip Mihalović (né le 14 octobre 1806 à Torda en Hongrie, aujourd'hui en Serbie, et mort le 19 février 1891 à Zagreb) est un cardinal croate du XIXe siècle. 

## Biographie
Mihalovic exerce des fonctions auprès du diocèse hongrois de Csanád. Il est élu archevêque de Zagreb en 1870. Le pape Pie IX le crée cardinal lors du consistoire du 22 juin 1877. Il participe au conclave de 1878, lors duquel Léon XIII est élu.

## Succession apostolique
Josip Mihalović a ordonné les évêques suivants :
- Évêque Ivan Pavlešić (de) (1871)
- Archevêque Juraj Posilović (hr) (1876)
- Évêque Paškal Buconjić (en), O.F.M.Obs. (1880)
- Évêque Franz Gašparić (bg) (1884)